# Digentia punctatissima
Digentia punctatissima är en insektsart som först beskrevs av Carl Stål 1875.  Digentia punctatissima ingår i släktet Digentia och familjen gräshoppor. Inga underarter finns listade i Catalogue of Life.